# Lorenzo Savadori
Lorenzo Savadori, född 4 april 1993 i Cesena, är en italiensk roadracingförare som tävlat i världsmästerskapen Grand Prix Roadracing i MotoGP-klassen för Aprilia. Han har tidigare tävlat på VM-nivå i 125GP-klassen och Superbike. Savadori tävlar med startnummer 32 på motorcykeln.

## Tävlingskarriär
Savadori på en KTM 125-kubikare vann det allra första loppet i Red Bull MotoGP Rookies Cup premiäråret 2007 och kom tvåa i serien det året. Säsongen 2008 blev han italiensk mästare i 125-klassen och gjorde VM-debut som wildcard på en Aprilia i 125GP. Till 2009 körde han som ordinarie förare i den klassen men kom bara i mål i fyra av de tretton Grand Prix han startade i. Till 2010 bytte han stall till Matteoni C.P. Racing men även här uteblev resultaten.
Savadori lämade Gran Prix-cirkusen efter 2009 och tävlade i nationella mästerskap och i FIM STK1000 Cup. Där blev resultaten allt bättre över åren och 2015 vann han serien. Savadori flyttade till 2016 upp i Suberbike-VM där han körde för Aprilia de tre säsonger han deltog. 10, 11 och 10 var hans placerinar i VM-tabellen de åren. Säsongen 2019 körde Savadori i den elektriska mc-klassen MotoE. 2020 var han testförare för Aprilia och fick chansen att köra de tre sista MotoGP-racen för säsongen. Till Roadracing-VM 2021 blev Savadori ordinarie MotoGP-förare för Aprilia Racing Gresini med Aleix Espargaró som stallkamrat, men ersattes efter halva säsongen av Maverick Viñales. Han har därefter fortsatt som testförare hos Aprilia och gjort enstaka inhopp i MotoGP.